# Vasile Gergely
László Vasile Gergely (Baia Mare, 28 ottobre 1941) è un ex calciatore rumeno, di ruolo centrocampista.

## Carriera

### Nazionale
Con la Nazionale rumena ha preso parte ai Mondiali 1970.

## Palmarès

### Competizioni nazionali
- Campionato rumeno: 2

Dinamo Bucarest: 1963-1964, 1964-1965
- Coppa di Romania: 1

Dinamo Bucarest: 1967-1968

### Competizioni internazionali
- Coppa Piano Karl Rappan: 1

Herta Berlino: 1971

### Nazionale
- Campionato europeo di calcio Under-18: 1

1962